# Luna (film, 2017)
Pour les articles homonymes, voir Luna.
Pour plus de détails, voir Fiche technique et Distribution.
Luna est une comédie dramatique française réalisée par Elsa Diringer, sortie en 2017.

## Synopsis
Dans les environs de Montpellier, Luna est embauchée par Sébastien dans l'exploitation maraîchère où elle travaillait dans le cadre de son CAP d'horticulture, qu'elle vient d'obtenir. En couple avec Ruben, elle semble prête à tout lui pardonner, malgré ses excès et son ingratitude envers elle (notamment en ne tenant pas sa promesse de l'accompagner lorsqu'elle est hospitalisée pour un avortement). Lors de la soirée d'anniversaire de Ruben, ce dernier et ses amis harcèlent et humilient un jeune graffeur, qu'ils surprennent dans le hangar qu'ils ont l'habitude de fréquenter. Ils le surnomment Bambi (à partir de leur interprétation du tag de celui-ci) et vont jusqu'à commettre un viol agression sexuelle en le sodomisant avec une bouteille et à filmer la scène avec un portable (Luna étant celle qui, dans l'action collective, abaisse le pantalon du jeune homme). Aucun membre de la bande (pas même Luna) ne paraît prendre conscience de la gravité de l'acte.
Quelque temps après, la victime, Alex, est à son tour employé dans la même exploitation maraîchère que Luna. Elle a d'abord peur qu'il se souvienne d'elle (espérant que sa récente coloration de ses cheveux en roux la protège de cette éventualité), voire qu'il soit là volontairement pour retrouver ceux qui l'ont agressé. Elle finit par quitter Ruben, dont elle ne supporte plus les comportements après que celui-ci a balancé à l'eau le chiot qu'elle lui avait offert (et qu'elle décide alors de garder). Luna découvre progressivement la personnalité d'Alex, qui s'avère prévenant et sensible. Sans qu'elle en prenne conscience, une attirance mutuelle se développe petit à petit, jusqu'à ce qu'Alex ose l'embrasser. Les deux jeunes gens deviennent plus complices et plus épanouis, et Alex initie Luna à la trompette, instrument qu'il joue au sein d'une fanfare.
Lors d'une sortie en couple près d'une rivière, Luna s'endort sur la berge puis est réveillée par des cris. Elle se précipite et voit Alex en train d'essayer d'étrangler un jeune homme qu'il a pris pour Ruben, à cause d'un chiot identique à celui de son agresseur. Un éducateur, qui a la charge du jeune homme, est lui aussi alerté par les cris ; il intervient et fait comprendre à Alex qu'il se trompe de personne. Après avoir ramené Luna, Alex s'excuse pour son comportement et affirme qu'il n'est pas violent d'habitude, puis la jeune fille lui annonce qu'elle ne peut pas rester avec lui. Alex croyant que c'est à cause de l'incident, il lui explique qu'il a été agressé par une bande au début de l'été (sans apporter de précisions sur la nature des violences subies) et qu'être avec elle lui permet de se sentir à nouveau bien. Bouleversée, Luna s'éloigne quand même en lui demandant de la laisser tranquille. Plus tard, elle abandonne le chiot puis part retrouver Alex, qu'elle embrasse. Elle l'accompagne pour une fête où il joue avec la fanfare.
Le lendemain, Luna s'entraîne à jouer de la trompette dans un pré. Surgit alors Ruben, qui l'informe que « Bambi » a été à nouveau aperçu vers le hangar. Il lui demande si elle sait où il habite afin de lui régler son compte et tente de l'embrasser. Prête à céder à ses avances pendant quelques instants, elle se ravise rapidement et s'en va. Plus tard, comme sa mère fréquente Sébastien et qu'ils sont partis ensemble pour le week-end, Luna emmène Alex dans le jardin de leur patron commun afin de profiter de sa piscine. Elle lui parle de son agression pour s'assurer qu'il ne retournera pas sur les lieux du drame, mais il se dit de plus en plus apaisé grâce à leur relation, puis ils font l'amour pour la première fois. Après s'être assoupie, Luna cherche Alex et le retrouve dans la maison de Sébastien, pointant un pistolet vers elle. La jeune femme croit d'abord qu'il sait tout et veut se venger, mais le jeune homme s'amusait seulement avec une arme de la collection de Sébastien.
Quelques jours plus tard, Chloé, la meilleure amie de Luna, la voit avec Alex, puis Luna retrouve par hasard le chiot qu'elle avait abandonné. Comprenant qu'elle ne pourra pas garder indéfiniment le secret, elle finit par tout avouer à Alex. Elle implore son pardon mais il part. Il l'appelle ensuite pour lui donner rendez-vous au hangar où il a été agressé. Il lui demande ensuite de faire venir Ruben pour qu'il s'excuse. Ce dernier, croyant que Luna veut renouer avec lui, arrive avec un bouquet de roses. Alex le braque avec un pistolet et Ruben finit par s'excuser et par pleurer. Alex lui ordonne alors de partir puis, quand Luna s'approche de lui pour le réconforter, lui demande aussi de le laisser. Luna s'assoit sur un trottoir, hébétée, et Alex finit par la rejoindre, répétant une précédente scène de drague. Ils roulent ensemble sur le scooter d'Alex, Luna enserrant ses bras autour de lui et Alex tenant la main de la jeune femme contre son cœur.

## Fiche technique
- Titre : Luna
- Réalisation : Elsa Diringer
- Scénario : Elsa Diringer et Claude Mouriéras
- Photographie : Elin Kirschfink
- Montage : Sarah Ternat
- Costumes : Laëtitia Carré
- Décors : Lise Chaudot
- Musique : Sébastien Souchois et Thibaut Barbillon
- Producteur : Muriel Meynard
- Production : Ex Nihilo
- SOFICA : Cinémage 11, Sofitvciné 4
- Distribution : Pyramide Distribution
- Pays d’origine :  France
- Genre : comédie dramatique
- Durée : 93 minutes
- Dates de sortie :
  - France : 25 octobre 2017 (Festival du film méditerranéen de Montpellier) ; 22 novembre 2017 (Festival du film d'Albi) ; 11 avril 2018 (sortie nationale)

## Distribution
- Laëtitia Clément : Luna
- Rod Paradot : Alex
- Lyna Khoudri : Chloé
- Julien Bodet : Ruben
- Frédéric Pierrot : Sébastien
- Juliette Arnaud : Corinne

## Sortie

### Accueil critique
En France, le site Allociné propose une moyenne de 3,5/5 à partir de plusieurs critiques de presse.